# Шелонцев, Борис Михайлович
Борис Михайлович Шелонцев (настоящая фамилия — Штатланд) (15 ноября 1897, Алатырь, Симбирская губерния, Российская империя — 24 августа 1962) — советский актёр, режиссёр и сценарист.

## Биография
Родился 15 ноября 1897 года в Алатыре в семье железнодорожника-машиниста. Высшее образование получил в Москве в реальном училище и Московском коммерческом институте. В 1916 году перешёл в театр и учился в студии драматического искусства при театре Эрмитаж и учился вплоть до 1919 года. В 1919 году по возвращении в Алатырь организовал сначала студию драматического искусства, а затем и Народный театр в одном из районных центров Алатырского уезда, где был актёром, режиссёром и сценаристом. Приглашал в театр рабочих и служащих станции депо и мастерских. В 1920 году был принят на работу в должности режиссёра в Красноармейской группе при 1-м отдельном полку ГПУ, а в 1921 году был принят на работу в коллектив Драма и комедия. В советском кинематографе дебютировал в 1924 году, сначала в качестве редактора-монтажёра в киностудиях Госкино, Севзапкино и Союзкино, чуть позже работал на киностудии Чувашкино в качестве режиссёра-постановщика, а также начал писать сценарии к кинематографу, в основном работал в области научно-популярного кино, написал также несколько сценариев для художественного кино.
Скончался 24 августа 1962 года.

## Фильмография

### Режиссёр
- 1927 — Чёрный столб
- 1930 — Наперекор всему

### Сценарист
- 1928 — Мари-Кужер + режиссёр
- 1932 — Герои Мархоты + режиссёр
- 1933 — Гарри занимается политикой (оригинальный текст — А. Иркутов) + режиссёр
- 1935 — Кондуит (оригинальный текст — Лев Кассиль) + режиссёр
- 1941 — Таинственный остров